# Stictoptera ferriferoides
Stictoptera ferriferoides là một loài bướm đêm trong họ Noctuidae.